# Usina Hidrelétrica de Piraju
A Usina Hidrelétrica de Piraju está localizada no Rio Paranapanema.

## Características
Tem uma capacidade instalada de 80 MW por meio de duas turbinas do tipo Kaplan. Seu reservatório inunda uma área de até 12,75 km².